# Lob und Ehre sei dir

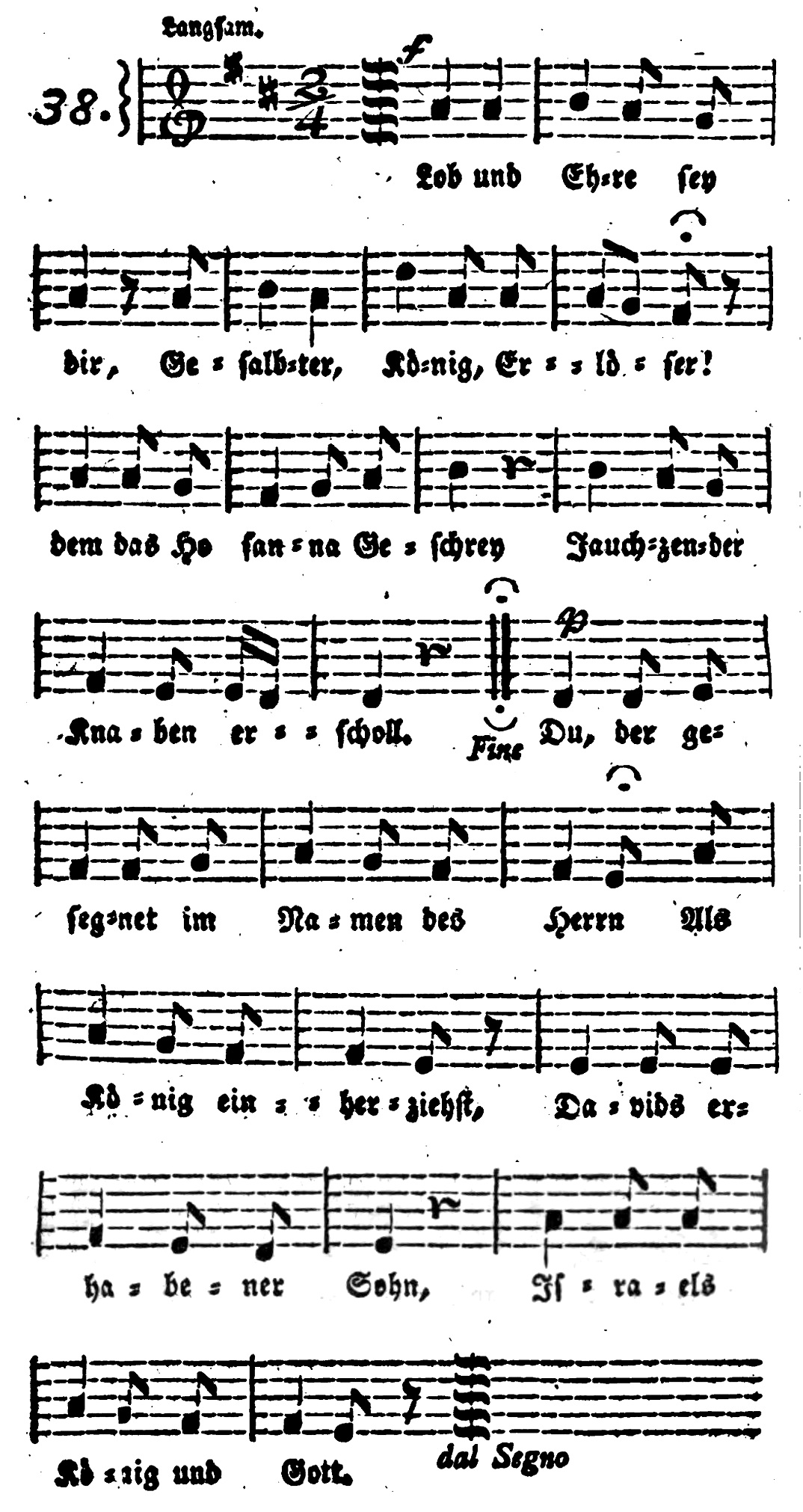
Lob und Ehre sei dir, Kehrvers und erste Strophe im Melodienbuch zu Verspoells Gesangbuch, Münster 1810

Lob und Ehre sei dir ist ein katholisches Kirchenlied in Kehrversform für die Palmprozession am Palmsonntag. Text und Melodie finden sich zuerst in Franz Xaver Riedels Gesangbuch Lieder der Kirche aus den römischen Tagzeiten und Meßbuche übersetzt, Wien 1773. Der Text ist eine Nachdichtung des Gloria, laus et honor von Theodulf von Orléans; er ahmt auch die Form des Distichons nach.

## Rezeption
Im Bistum Münster fand das Lied in der Fassung des Gesangbuchs Gesänge beym Römisch-katholischen Gottesdienste von Christoph Bernhard Verspoell, Münster 1810, Verbreitung. Bei Verspoell war es das einzige Lied für den Palmsonntag. Es wurde in die ab 1866 erschienenen münsterischen Diözesangesangbücher übernommen, ehe es erstmals ab 1897 (und auch 1922) durch Sion, singe Jubelpsalmen ersetzt wurde. In der 1932er Ausgabe ist es wieder enthalten, dafür entfiel Sion, singe Jubelpsalmen. Das folgende Laudate von 1950 verfuhr wiederum wie 1897 bzw. 1922. Der münsterische Diözesananhang des Gotteslob 1975 (Nr. 921) enthält dann beide Lieder für den Palmsonntag, ebenso der Anhang des Gotteslob 2013 (Nr. 771).
Den Text Riedels bietet Verspoell in überarbeiteter Form. Eine weitere Bearbeitung findet sich in Heinrich Bones Gesangbuch Cantate, Mainz 1847. Im Gotteslob-Eigenteil der Kirchenprovinz Hamburg ist ein zwölfstrophiger Mischtext aus beiden Versionen enthalten (Nr. 769).

## Text des Kehrverses
Lob und Ehre sei dir, Gesalbter, König, Erlöser,

dem das Hosannageschrei jauchzender Knaben erscholl.

## Dank und Ehre sei dir
Auf die gleiche Melodie und nach demselben Strophenschema verfasste Verspoell für sein Gesangbuch ein Lied für Fronleichnam mit dem Titel „Dank und Ehre sei dir“. Dieses ist dann, unabhängig davon, ob „Lob und Ehre“ enthalten war, als Sakramentslied Teil etlicher münsterischer Diözesangesangbücher gewesen, ehe „Dank und Ehre sei dir“ in einer überarbeiteten Version in den Eigenteil Münster des Gotteslobes 1975 (Nr. 951) und 2013 (Nr. 805) unter „Lob, Dank und Anbetung“ aufgenommen wurde.

### Text des Kehrverses
Dank und Ehre sei dir, du Gottmensch, Jesus, Erlöser,

der du die Deinen geliebt, bis an das Ende geliebt.